# Aphytis cylindratus
Aphytis cylindratus är en stekelart som beskrevs av Compere 1955. Aphytis cylindratus ingår i släktet Aphytis och familjen växtlussteklar.
Artens utbredningsområde är Peru. Inga underarter finns listade i Catalogue of Life.